# Akemi Matsuno
Akemi Matsuno (jap. 松野明美 Matsuno Akemi; ur. 27 kwietnia 1968 w Ueki w prefekturze Kumamoto) – japońska lekkoatletka, biegaczka długodystansowa.
Podczas igrzysk olimpijskich w Seulu (1988) odpadła w eliminacjach na 10 000 metrów z czasem 32:19,57.
Na mistrzostwach świata w 1991 także odpadła w eliminacjach na 10 000 metrów (z rezultatem 32:31,18).
Na mistrzostwach świata w 1993 zajęła 11. miejsce w maratonie z czasem 2:38:04.
40. (1988) i 38. (1989) zawodniczka mistrzostw świata w biegach przełajowych.
Brązowa medalistka igrzysk azjatyckich w biegu na 10 000 metrów (1990).
Dwukrotna mistrzyni Japonii w biegu na 10 000 metrów (1988 i 1990).
Dwukrotna rekordzistka kraju w biegu na 10 000 metrów:
- 32:19,57 (26 września 1988, Seul)[8][9]
- 31:54,0 (30 kwietnia 1989, Kumamoto)[8][9]

W czasie kariery sportowej, przy wzroście 148 cm, ważyła ok. 33–35 kg.

## Rekordy życiowe
- Bieg na 10 000 metrów – 31:54,0 (1989)
- Bieg maratoński – 2:27:02 (1992)[11]